# Хризофиллум
Хризофиллум (лат. Chrysophyllum) — род деревьев семейства Сапотовые (Sapotaceae), описанный Карлом Линнеем в 1753 году.

## Ареал
Представители рода Chrysophyllum произрастают в тропических регионах по всему миру, с наибольшим количеством видов в северной части Южной Америки. Ареал вида Chrysophyllum oliviforme простирается на север до южной Флориды.

## Ботаническое описание

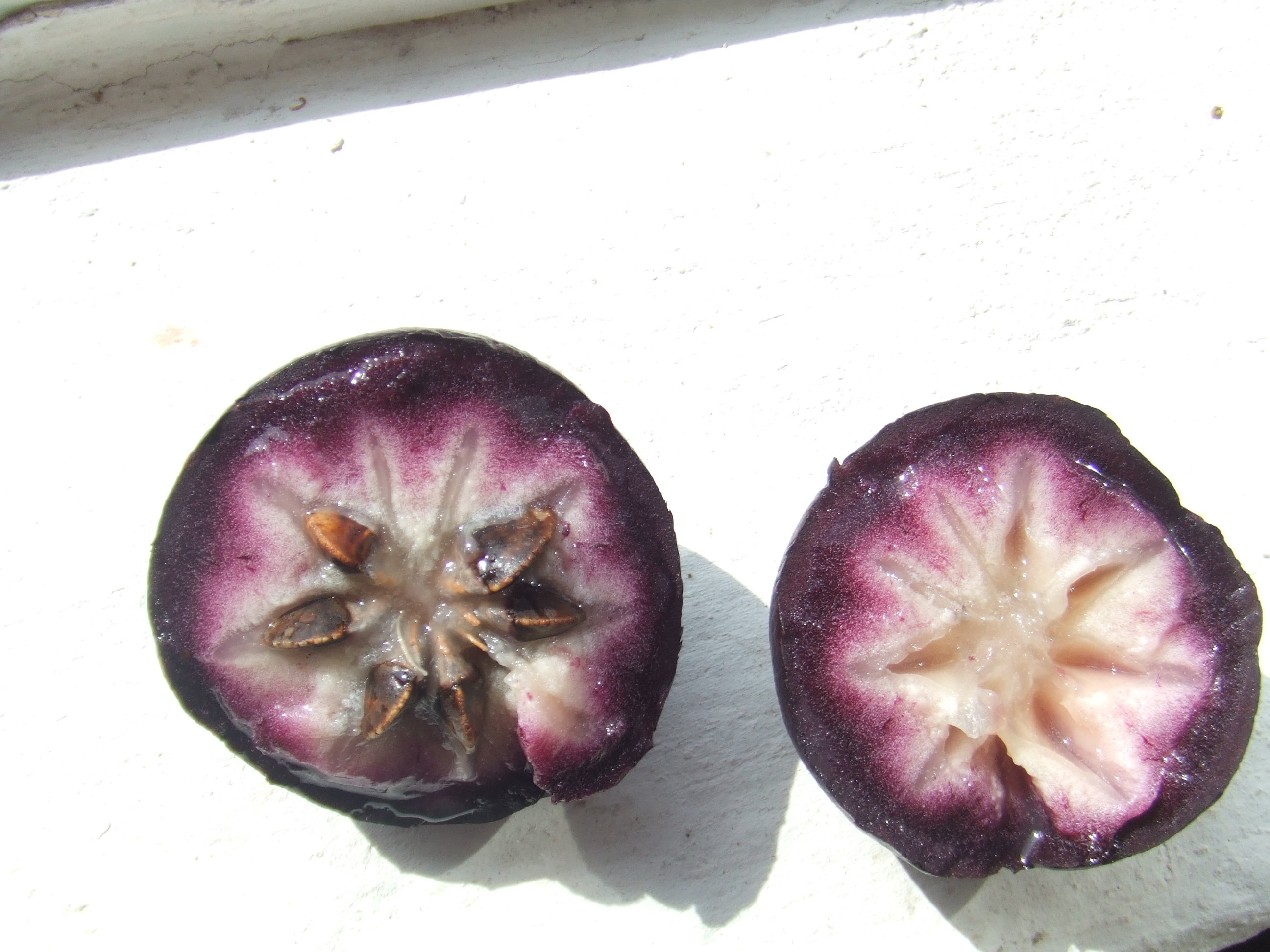
Плод Chrysophyllum cainito

Chrysophyllum, как правило, тропические деревья, часто быстрорастущие и достигающие 10-20 м и более в высоту. Листья овальные, 3-15 см длиной, сверху зелёные, снизу густо-золотистые, с чем и связано родовое название: от греческих слов χρυσός (chrysos), означающий «золото» и φυλλον (phyllos), означающий «лист». Цветки мелкие (3-8 мм), пурпурно-белые, со сладким ароматным запахом; сгруппированы по нескольку цветков и являются гермафродитными (самовоспроизводящимися). Плод съедобный; круглый, обычно с пурпурной кожицей (иногда зеленовато-белой), часто зелёный вокруг чашечки, со звездчатым рисунком на мякоти; сплющенные семена светло-коричневые и твёрдые.

## Виды
Род включает следующие виды:
- Chrysophyllum acreanum — Бразилия (Акри, Амазонас)
- Chrysophyllum africanum — западная и центральная Африка
- Chrysophyllum akusae — Кот-д’Ивуар
- Chrysophyllum albidum — западная и центральная Африка
- Chrysophyllum albipilum — Перу (Сан-Мартин)
- Chrysophyllum amazonicum — бассейн Амазонки
- Chrysophyllum ambrense — Мадагаскар
- Chrysophyllum analalavense — Мадагаскар
- Chrysophyllum arenarium — восточная Бразилия
- Chrysophyllum argenteum — Вест-Индия, Центральная Америка, север Южной Америки
- Chrysophyllum asraoi — Индия (Махараштра)
- Chrysophyllum aulacocarpum — Венесуэла (Миранда)
- Chrysophyllum azaguieanum — Кот-д’Ивуар, Гана, Либерия
- Chrysophyllum bangweolense — Заир, Танзания, Ангола, Замбия
- Chrysophyllum beguei — западная и центральная Африка
- Chrysophyllum boivinianum — Мадагаскар
- Chrysophyllum bombycinum — Перу (Лорето), Бразилия (Амазонас)
- Chrysophyllum boukokoense —  центральная Африка
- Chrysophyllum brenesii — Никарагуа, Коста-Рика, Панама
- Chrysophyllum cainito — Звёздчатое яблоко — Белиз, Ямайка, Каймановы острова
- Chrysophyllum calophyllum — Принсипи
- Chrysophyllum capuronii — Мадагаскар
- Chrysophyllum colombianum — Центральная Америка, северо-западная Южная Америка
- Chrysophyllum contumacense — Перу
- Chrysophyllum cuneifolium — северная Южная Америка
- Chrysophyllum delphinense — Мадагаскар (Тулиара)
- Chrysophyllum durifructum — Бразилия (Амазонас)
- Chrysophyllum euryphyllum — Колумбия
- Chrysophyllum eximium — Суринам, северная Бразилия
- Chrysophyllum fenerivense — Мадагаскар
- Chrysophyllum flexuosum — Бразилия
- Chrysophyllum giganteum — западная и центральная Африка
- Chrysophyllum gonocarpum — Бразилия, Боливия, Уругвай, Парагвай, северная Аргентина
- Chrysophyllum gorungosanum — тропическая Африка
- Chrysophyllum guerelianum — Мадагаскар
- Chrysophyllum hirsutum — Панама, Коста-Рика
- Chrysophyllum imperiale — восточная Бразилия
- Chrysophyllum inornatum — южная Бразилия
- Chrysophyllum januariense — Бразилия (Эспириту-Санту, Рио-де-Жанейро)
- Chrysophyllum lacourtianum — центральная Африка
- Chrysophyllum lanatum — Колумбия
- Chrysophyllum longifolium — Демократическая Республика Конго
- Chrysophyllum lucentifolium — Панама, Коста-Рика, Южная Америка
- Chrysophyllum lungi — Демократическая Республика Конго, Республика Конго
- Chrysophyllum manabiense — Эквадор
- Chrysophyllum manaosense — северная Южная Америка
- Chrysophyllum marginatum — Южная Америка
- Chrysophyllum masoalense — Мадагаскар
- Chrysophyllum mexicanum — Мексика, Центральная Америка
- Chrysophyllum muerense — Демократическая Республика Конго, Уганда, Южный Судан
- Chrysophyllum novoguineense — Новая Гвинея
- Chrysophyllum ogowense — Габон
- Chrysophyllum oliviforme — Флорида, Вест-Индия
- Chrysophyllum ovale — Перу, Боливия, Бразилия (Акри)
- Chrysophyllum papuanicum — Папуа-Новая Гвинея
- Chrysophyllum paranaense — Бразилия (Сан-Паулу, Парана)
- Chrysophyllum parvulum — Колумбия, Венесуэла
- Chrysophyllum pauciflorum — Пуэрто-Рико, Виргинские острова
- Chrysophyllum perpulchrum — западная и центральная Африка
- Chrysophyllum perrieri — Мадагаскар
- Chrysophyllum pomiferum — тропическая Южная Америка
- Chrysophyllum prieurii — Панама, тропическая Южная Америка
- Chrysophyllum pruniforme — Нигерия, Экваториальная Гвинея (Биоко)
- Chrysophyllum reitzianum — Бразилия (Санта-Катарина)
- Chrysophyllum revolutum — Перу
- Chrysophyllum roxburghii — Юго-восточная Азия, Новая Гвинея, Австралия, южный Китай, Индия, Мадагаскар
- Chrysophyllum rufum — восточная Бразилия
- Chrysophyllum sanguinolentum — тропическая Южная Америка
- Chrysophyllum sapini — Демократическая Республика Конго
- Chrysophyllum scalare — Перу, Венесуэла
- Chrysophyllum sparsiflorum — Венесуэла, Гайана, Бразилия, Боливия
- Chrysophyllum splendens — восточная Бразилия
- Chrysophyllum striatum — Панама
- Chrysophyllum subnudum — тропическая Африка
- Chrysophyllum subspinosum — Бразилия (Баия)
- Chrysophyllum superbum — Бразилия (Амазонас)
- Chrysophyllum taiense — Кот-д’Ивуар
- Chrysophyllum tessmannii — Экваториальная Гвинея
- Chrysophyllum ubangiense — западная и центральная Африка
- Chrysophyllum ucuquirana-branca — южная Венесуэла, северная Бразилия
- Chrysophyllum venezuelanense — тропическая Южная Америка, Центральная Америка, Мексика
- Chrysophyllum viride — Бразилия
- Chrysophyllum viridifolium  —восточная и юго-восточная Африка
- Chrysophyllum welwitschii — тропическая Африка
- Chrysophyllum wilsonii — Бразилия (Амазонас)
- Chrysophyllum zimmermannii — Танзания